# 파드랑

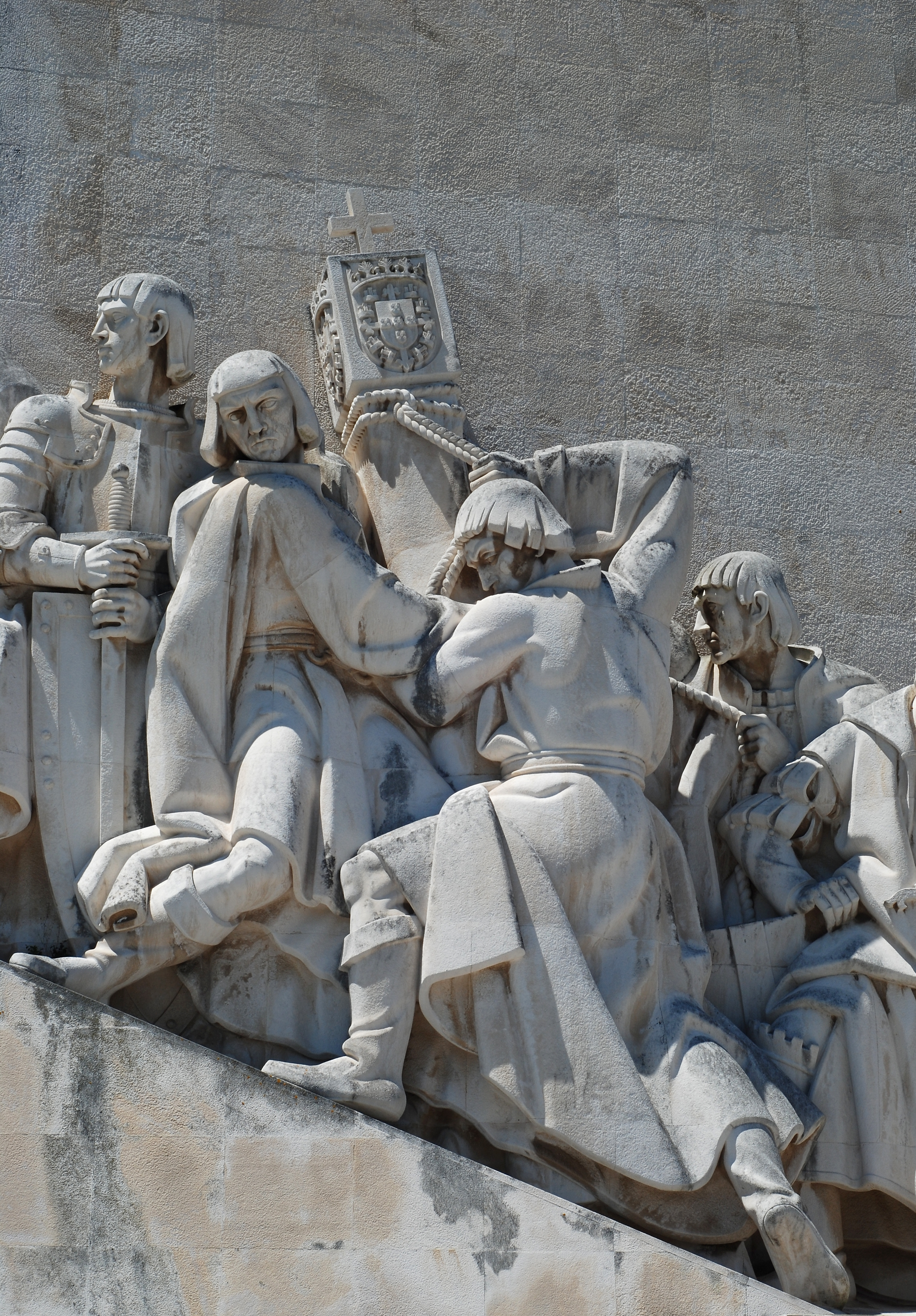
포르투갈의 탐험가들이 파드랑을 세우는 모습을 나타낸 조각상

파드랑(포르투갈어: Padrão)은 대항해 시대에 포르투갈 탐험가들이 탐험했던 지역에 세워진 포르투갈의 국장이 담긴 기념물이며, 디오구 캉, 바르톨로메우 디아스, 바스쿠 다 가마 등 많은 탐험가들이 파드랑을 세운 것으로 알려져 있다.
20세기에 리스본 지리학 협회는 디오고 캉이 세운 3개의 파드랑과 바르톨로메우 디아스가 세운 한 개의 파드랑을 복원하는 데 성공했다.
남아프리카 공화국의 이스턴케이프 주에는 바르톨로메우 디아스가 세운 파드랑의 복제품이 있으며, 디아스가 유럽인들 중 최초로 발견한 희망봉의 동쪽에 디아스가 탐험한 지역 중 가장 동쪽에 있는 곳에 세워졌다. 1930년대에 아르투르 악셀손이 처음 발견했으며, 발견 당시 파손된 상태였지만 이후 복원에 성공해 요하네스버그의 비트바테르스란트 대학교에 진품이 보존되어 있다.
인도네시아 국립박물관은 1522년 엔리케 레메가 순다 클라파에 건립한 루소 순다네세 파드랑을 보유하고 있다.